# Pâturin des bois
Poa nemoralis
Espèce
Poa nemoralis est une plante herbacée de la famille des Poacées.

## Liste des sous-espèces et variétés
Selon The Plant List (12 décembre 2014) :
- sous-espèce Poa nemoralis subsp. vulgaris (Gaudin) Gaudin
- variété Poa nemoralis var. nemoralis

Selon Tropicos (12 décembre 2014) (Attention liste brute contenant possiblement des synonymes) :
- sous-espèce Poa nemoralis proles glauca (Vahl) Asch. & Graebn.
- sous-espèce Poa nemoralis proles glaucantha (Gaudin) Asch. & Graebn.
- sous-espèce Poa nemoralis proles miboroides Asch. & Graebn.
- sous-espèce Poa nemoralis proles montana (Gaudin) Asch. & Graebn.
- sous-espèce Poa nemoralis proles rariflora Asch. & Graebn.
- sous-espèce Poa nemoralis proles rigidula (Mert. & W.D.J. Koch) Asch. & Graebn.
- sous-espèce Poa nemoralis subsp. alexeenkoi Tzvelev
- sous-espèce Poa nemoralis subsp. balbisii (Balb.) Hack.
- sous-espèce Poa nemoralis subsp. caesia (Gaudin) Gaudin
- sous-espèce Poa nemoralis subsp. carpatica V. Jirásek
- sous-espèce Poa nemoralis subsp. coarctata (Hall.f. ex Gaudin) Gaudin
- sous-espèce Poa nemoralis subsp. firmula (Hall.f. ex Gaudin) Gaudin
- sous-espèce Poa nemoralis subsp. glauca (Vahl) Gaudin
- sous-espèce Poa nemoralis subsp. hypanica (Prokudin) Tzvelev
- sous-espèce Poa nemoralis subsp. interior (Rydb.) W.A. Weber
- sous-espèce Poa nemoralis subsp. korshunensis (Golosk.) Tzvelev
- sous-espèce Poa nemoralis subsp. lapponica (Prokudin) Tzvelev
- sous-espèce Poa nemoralis subsp. montana (Gaudin) Gaudin
- sous-espèce Poa nemoralis subsp. nemoralis
- sous-espèce Poa nemoralis subsp. parca (N.R. Cui) D.F. Cui
- sous-espèce Poa nemoralis subsp. podolica Blocki ex Asch. & Graebn.
- sous-espèce Poa nemoralis subsp. pratense
- sous-espèce Poa nemoralis subsp. rehmannii Asch. & Graebn.
- sous-espèce Poa nemoralis subsp. sichotensis (Prob.) Bondar. ex O. N. Korovina
- sous-espèce Poa nemoralis subsp. subpolaris (Kuvaev) Tzvelev
- sous-espèce Poa nemoralis subsp. tanfiljewii (Roshev.) Kuvaev
- sous-espèce Poa nemoralis subsp. vulgaris (Gaudin) Gaudin
- sous-espèce Poa nemoralis unranked caesia Gaudin
- sous-espèce Poa nemoralis unranked coarctata (Hall.f. ex Gaudin) Gaudin
- sous-espèce Poa nemoralis unranked firmula Gaudin
- sous-espèce Poa nemoralis unranked glauca (Vahl) Gaudin